# Grupo Desportivo Direito
Fundado por um grupo de amigos e estudantes da Faculdade de Direito de Lisboa, o Grupo Desportivo Direito é um clube de rugby português situado em Lisboa.
O Grupo Desportivo Direito (GDD) é um dos clubes de rugby mais tradicionais de Portugal. Fundado em 1952, o clube está localizado em Lisboa e tem uma forte presença no cenário do rugby português. Ao longo dos anos, o GDD tem sido uma potência no rugby nacional, conquistando inúmeros títulos e mantendo uma reputação de excelência dentro e fora de campo.
Características do GDD:
1.	História: Fundado por estudantes de Direito da Universidade de Lisboa, o clube mantém até hoje uma forte ligação com o meio acadêmico. Apesar de ser conhecido principalmente pelo rugby, o GDD também possui outros departamentos esportivos, como o futebol e o basquetebol.
2.	Títulos e sucesso: O GDD é uma das equipes mais vitoriosas no rugby português, tendo conquistado diversos campeonatos nacionais, incluindo a Divisão de Honra, o principal campeonato de rugby de Portugal. Também se destacou nas competições de Taça de Portugal e Supertaça.
3.	Formação de jogadores: O GDD é conhecido por sua excelente formação de jovens jogadores. Muitos dos atletas que passaram pelo clube chegaram à seleção nacional de rugby, ajudando a elevar o nível do esporte no país.
4.	Cultura e espírito: Além de ser competitivo, o GDD é reconhecido pelo seu espírito de camaradagem e desportivismo, valores que são centrais no rugby. O clube promove a inclusão e o trabalho em equipe, sendo um dos pilares do rugby em Portugal.
O GDD continua sendo um clube influente, tanto em competições seniores quanto na formação de novos talentos, contribuindo significativamente para o crescimento do rugby em Portugal.
O seu estádio: Caldeirão de Monsanto é conhecido pelo temor que cria as equipas adversárias causando agonia a quem joga visitante
É um dos clubes mais bem sucedidos a nível nacional, tendo no seu palmarés 12 Campeonatos Nacionais, 8 Taças de Portugal 11 Supertaças e 4 Taças Ibéricas.

## Palmarés
- Campeonato Nacional de Rugby:
  - Vencedor (12): 1998-99, 1999-00, 2001-02, 2004-05, 2005-06, 2008-09, 2009-10, 2010-11, 2012-13, 2014-15, 2015-16 e 2022-2023.

- Taça de Portugal:
  - Vencedor (9): 1975-76, 1980-81, 1981-82, 2001-02, 2003-04, 2004-05, 2007-08, 2013-14 e 2015-16

- Taça Ibérica:
  - Vencedor (4): 2000, 2003, 2013 e 2015

- Supertaça:
  - Vencedor (11): 1999, 2000, 2002, 2004, 2006, 2008, 2009, 2010, 2013, 2014, 2015